# ニュースバスターズ (日本のテレビ番組)
『ニュースバスターズ』 (News Busters) は、1988年4月10日から同年9月11日までフジテレビ系列局（一部を除く）で放送されていたフジテレビ製作の情報番組である。放送時間は毎週日曜 20:00 - 20:54 （日本標準時）。

## 概要
ゴールデンタイムに生放送されていた情報番組で、露木茂がメインキャスターを務めていた。伝える内容はニュースが中心だった。
初回放送当日の1988年4月10日付の大手各新聞には、「ドン・キホーテ宣言」のキャッチフレーズと番組への意気込みが書かれた番組宣伝広告が掲載されていた。番宣CMはドラゴンクエストシリーズのパロディになっており、『ドラゴンクエストIII そして伝説へ…』の冒険の旅や戦闘のテーマの冒頭部分、『ドラゴンクエストII 悪霊の神々』のこの道わが旅の締め部分に当たるファミコンBGMが使用されていた。

## 出演者
- 露木茂（当時フジテレビアナウンサー）[1][注釈 1]
- 四方義朗[1]
- 猪瀬直樹[1]
- つみきみほ

## スタッフ
- 制作協力：共同テレビ、日本テレワーク、タキオン、フルハウス、THE WORKS
- 制作著作：フジテレビ